# Дански савет за избеглице
Дански савет за избеглице (дан. Dansk Flygtningehjælp; енгл. Danish Refugee Council) је хуманитарна невладина организација. Основана је 1956. године са циљем пружања подршке избеглицама и интерно расељеним лицима широм света. Она представља покровитељску организацију за 32 чланице, као што су нпр. Амнести интернашонал, УНИЦЕФ Данске итд.
Дански савет за избеглице делује у преко 20 држава широм света, а од 1993. године је активна у Србији и другим републикама бивше Југославије. Основана је као одговор на европску кризу са избеглицама, коју је проузроковала инвазија Совјетског Савеза на Мађарску 1956. године. Од тада се активно бави пружањем помоћи избеглицама, њиховом рехабилитацијом, поправком оштећених објеката, уклањањем мина, спонзорисањем разних хуманитарних пројеката и сл.
Последњих година организација је посебно била активна на Косову и Метохији, Хрватској, Босни и Херцеговини, Албанији, Источном и Западном Тимору, Западној Африци (Гвинеја, Сијера Леоне, Либерија), Пакистану, Авганистану и Средњем истоку.